# HVM Racing
HVM Racing (dawniej: Minardi Team USA, CTE-HVM Racing, Herdez Competition, Bettenhausen Motorsports) – amerykański zespół wyścigowy, założony w 1986 roku przez amerykańskiego kierowcę wyścigowego Tony Bettenhausena Jr. Właścicielem zespołu jest twórca ekipy Formuły 1 Pacific Racing Keith Wiggins. Obecnie zespół startuje jedynie w Indy Car. W przeszłości ekipa pojawiała się także w stawce 24-godzinnego wyścigu Le Mans, Indy Lights oraz Champ Car.

## Wyniki

### Indy Car
| Rok  | Bolid                        | Kierowcy            | Wyścigi | Wygrane | PP | NO | Pkt | M.K. |
| ---- | ---------------------------- | ------------------- | ------- | ------- | -- | -- | --- | ---- |
| 2008 | Dallara-Honda Panoz-Cosworth | Ernesto Viso        | 17      | 0       | 0  | 0  | 286 | 18   |
| 2009 | Dallara-Honda                | Ernesto Viso        | 17      | 0       | 0  | 0  | 248 | 18   |
| 2009 | Dallara-Honda                | Nelson Philippe     | 1       | 0       | 0  | 0  | 16  | 35   |
| 2009 | Dallara-Honda                | Robert Doornbos     | 5       | 0       | 0  | 0  | 283 | 16   |
| 2010 | Dallara-Honda                | Simona de Silvestro | 17      | 0       | 0  | 0  | 242 | 19   |
| 2011 | Dallara-Honda                | Simona de Silvestro | 15      | 0       | 0  | 1  | 225 | 20   |
| 2012 | Dallara-Lotus                | Simona de Silvestro | 14      | 0       | 0  | 0  | 182 | 24   |
| 2013 | Dallara-Chevrolet            | Ernesto Viso        | 18      | 0       | 0  | 0  | 340 | 15   |
| 2013 | Dallara-Chevrolet            | Carlos Muñoz        | 1       | 0       | 0  | 0  | 74  | 28   |